# Knoflooksaus

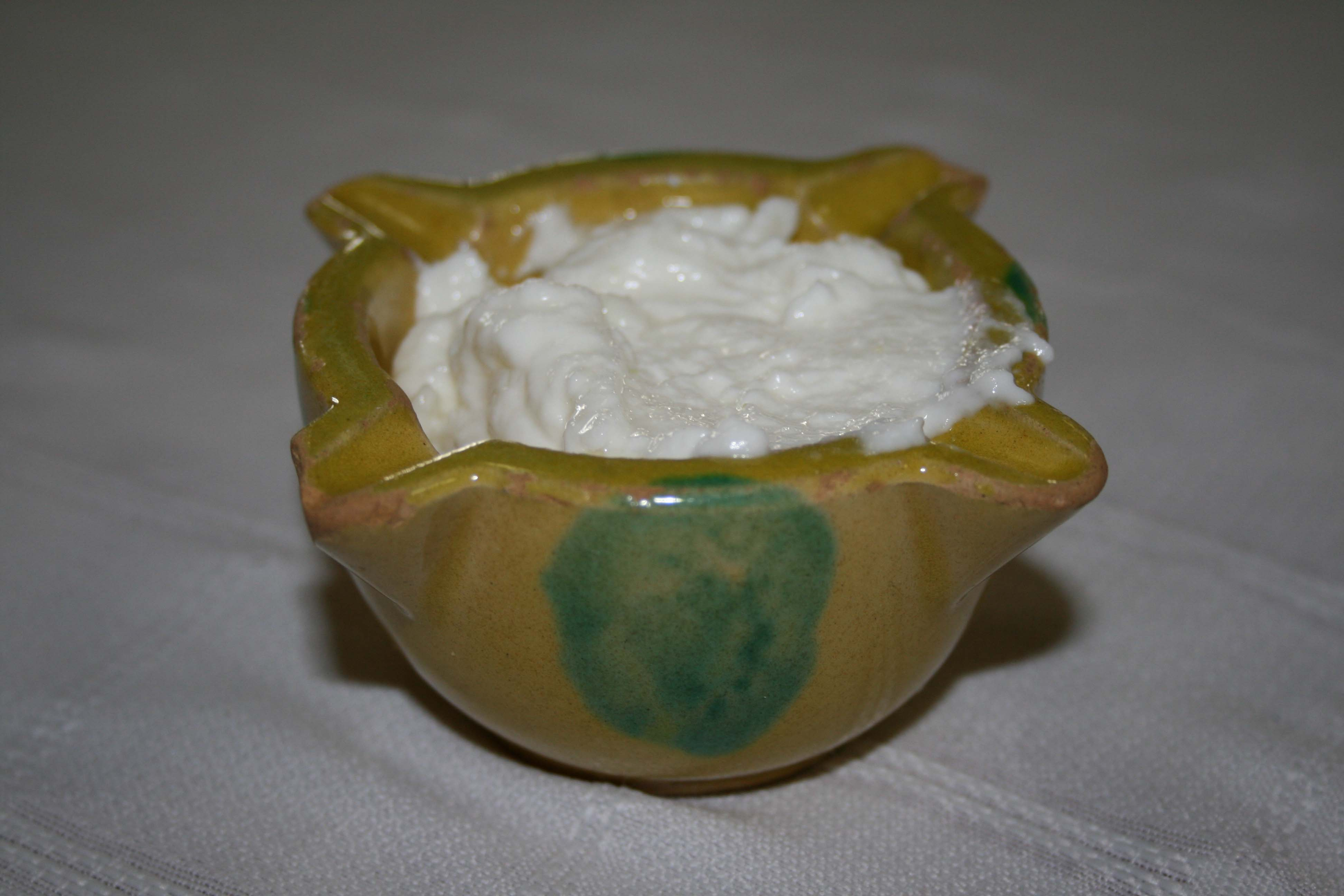
Aioli

Met knoflooksaus wordt hoofdzakelijk een variant op de koude saus mayonaise of met knoflook als smaakbepaler bedoeld. In Nederlandse knoflooksaus wordt vaak peterselie toegevoegd. Peterselie gaat volgens sommigen de nadelige werking van knoflook op de adem tegen. Peterselie verlevendigt daarbij het aanzien van de gelige saus.
Enkele voorbeelden van knoflooksauzen zijn:
- Aioli, uit het westelijk Middellandse Zeegebied.
- Toum, uit het oostelijk Middellandse Zeegebied.
- Tzatziki of cacık, uit het oostelijk Middellandse Zeegebied.
- Jiang Pao, Chinees.